# Remo nos Jogos Olímpicos de Verão de 1952
O remo nos Jogos Olímpicos de Verão de 1952 foi realizado em Helsinque, na Finlândia, com sete eventos disputados.

## Eventos do remo
Masculino: Skiff simples | Skiff duplo | Dois sem | Dois com | Quatro sem | Quatro com | Oito com

## Skiff simples
| Pos. | País                  | Atletas        | Tempo  |
| ---- | --------------------- | -------------- | ------ |
|      | União Soviética (URS) | Yuri Tyukalov  | 8:12.8 |
|      | Austrália (AUS)       | Mervyn Wood    | 8:14.5 |
|      | Polônia (POL)         | Teodor Kocerka | 8:19.4 |

## Skiff duplo
| Pos. | País                  | Atletas                             | Tempo  |
| ---- | --------------------- | ----------------------------------- | ------ |
|      | Argentina (ARG)       | Tranquilo Cappozzo Eduardo Guerrero | 7:32.2 |
|      | União Soviética (URS) | Georgi Zilin Igor Emtshuk           | 7:38.3 |
|      | Uruguai (URU)         | Miguel Seijas Juan Rodríguez        | 7:43.7 |

## Dois sem
| Pos. | País                 | Atletas                       | Tempo  |
| ---- | -------------------- | ----------------------------- | ------ |
|      | Estados Unidos (USA) | Charles Logg Thomas Price     | 8:20.7 |
|      | Bélgica (BEL)        | Michel Knuysen Robert Baetens | 8:23.5 |
|      | Suíça (SUI)          | Kurt Schmid Hans Kalt         | 8:32.7 |

## Dois com
| Pos. | País                     | Atletas                                                  | Tempo  |
| ---- | ------------------------ | -------------------------------------------------------- | ------ |
|      | França (FRA)             | Raymond Salles Gaston Mercier Bernard Malivoire (tim.)   | 8:28.6 |
|      | Alemanha Ocidental (FRG) | Heinz-Joachim Manchen Helmut Heinhold Helmut Noll (tim.) | 8:32.1 |
|      | Dinamarca (DEN)          | Svend Pedersen Poul Svendson Jørgen Frantsen (tim.)      | 8:34.9 |

## Quatro sem
| Pos. | País             | Atletas                                                        | Tempo  |
| ---- | ---------------- | -------------------------------------------------------------- | ------ |
|      | Iugoslávia (YUG) | Duje Bonačić Velimir Valente Mate Trojanović Petar Šegvić      | 7:16.0 |
|      | França (FRA)     | Pierre Blondiaux Jacques Guissart Marc Bouissou Roger Gauttier | 7:18.9 |
|      | Finlândia (FIN)  | Veikko Lommi Kauko Wahlsten Oliva Lommi Lauri Nevalainen       | 7:23.3 |

## Quatro com
| Pos. | País                 | Atletas                                                                                    | Tempo  |
| ---- | -------------------- | ------------------------------------------------------------------------------------------ | ------ |
|      | Checoslováquia (TCH) | Karel Mejta Jiří Havlis Jan Jindra Stanislav Lusk Miroslav Koranda (tim.)                  | 7:33.4 |
|      | Suíça (SUI)          | Enrico Bianchi Karl Weidmann Heinrich Scheller Emile Ess Walter Leiser (tim.)              | 7:36.5 |
|      | Estados Unidos (USA) | Carl Lovested Alvin Ulbrickson Jr. Richard Walström Matthew Leanderson Albert Rossi (tim.) | 7:37.0 |

## Oito com
| Pos. | País                  | Atletas | Tempo  |
| ---- | --------------------- | --- | ------ |
|      | Estados Unidos (USA)  | Franklin Shakespeare William Fields James Dunbar Richard Muphy Robert Detweiler Henry Proctor Wayne Frye Edward Stevens Jr. Charles Manring (tim.) | 6:25.9 |
|      | União Soviética (URS) | Evgeni Brago Vladimir Rodimushkin Alexei Komarov Igar Borisov Slava Amiragov Leonid Gissen Evgeni Samsonov Vladimir Krjukov Igor Poljakov (tim.)   | 6:31.2 |
|      | Austrália (AUS)       | Robert Tinning Ernest Chapman Nimrood Greenwood Mervyn Finlay Edward Pain Phillip Cayzer Thomas Chessell David Anderson Geoffrey Williamson (tim.) | 6:33.1 |

## Quadro de medalhas do remo
| Pos. | País                   | Ouro | Prata | Bronze | Total |
| 1    | USA Estados Unidos     | 2    | 0     | 1      | 3     |
| 2    | URS União Soviética    | 1    | 2     | 0      | 3     |
| 3    | FRA França             | 1    | 1     | 0      | 2     |
| 4    | ARG Argentina          | 1    | 0     | 0      | 1     |
| 4    | YUG Iugoslávia         | 1    | 0     | 0      | 1     |
| 4    | TCH Checoslováquia     | 1    | 0     | 0      | 1     |
| 7    | AUS Austrália          | 0    | 1     | 1      | 2     |
| 7    | SUI Suíça              | 0    | 1     | 1      | 2     |
| 9    | FRG Alemanha Ocidental | 0    | 1     | 0      | 1     |
| 9    | BEL Bélgica            | 0    | 1     | 0      | 1     |
| 11   | DEN Dinamarca          | 0    | 0     | 1      | 1     |
| 11   | FIN Finlândia          | 0    | 0     | 1      | 1     |
| 11   | POL Polônia            | 0    | 0     | 1      | 1     |
| 11   | URU Uruguai            | 0    | 0     | 1      | 1     |